# Komunin Stary (gromada)
Komunin Stary – dawna gromada, czyli najmniejsza jednostka podziału terytorialnego Polskiej Rzeczypospolitej Ludowej w latach 1954–1972.
Gromady, z gromadzkimi radami narodowymi (GRN) jako organami władzy najniższego stopnia na wsi, funkcjonowały od reformy reorganizującej administrację wiejską przeprowadzonej jesienią 1954 do momentu ich zniesienia z dniem 1 stycznia 1973, tym samym wypierając organizację gminną w latach 1954–1972.
Gromadę Komunin Stary z siedzibą GRN w Komuninie Starym (w obecnym brzmieniu Stary Komunin) utworzono – jako jedną z 8759 gromad na obszarze Polski – w powiecie sierpeckim w woj. warszawskim, na mocy uchwały nr VI/10/19/54 WRN w Warszawie z dnia 5 października 1954. W skład jednostki weszły obszary dotychczasowych gromad Dreglin, Grzybowo, Komunin Nowy, Komunin Stary i Zygmuntowo ze zniesionej gminy Gutkowo w tymże powiecie. Dla gromady ustalono 13 członków gromadzkiej rady narodowej.
Gromadę zniesiono 1 stycznia 1958, a jej obszar włączono do gromad: Krajkowo (wieś Dreglin) i Unieck (wsie Grzybowo, Komunin Stary, Komunin Nowy i Zygmuntowo) w tymże powiecie.